# Bildstenarna i Änge

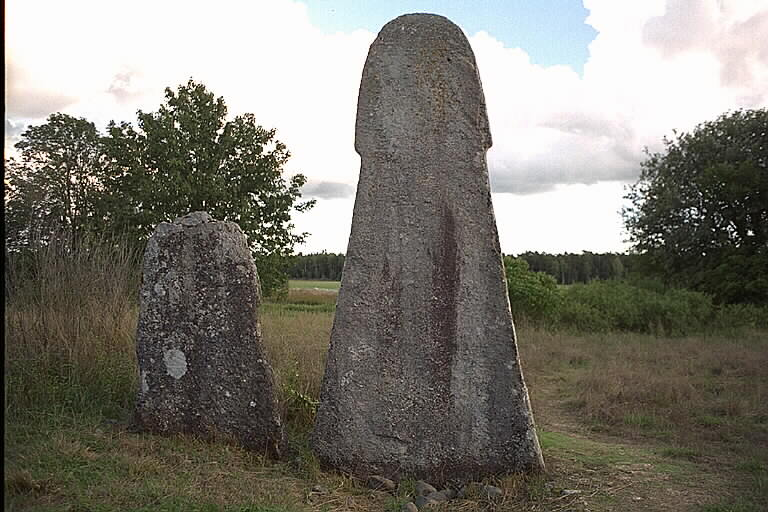
Bildstenarna i Änge

Bildstenarna i Änge är två bildstenar strax söder om Änge gård i Buttle socken på Gotland.
Bildstenarna är några av ytterst få som står kvar på ursprunglig plats, och den ena av dem är med en höjd av 3,7 meter den högsta helt bevarade av dessa. Den mindre stenen saknar relief, och har möjligen aldrig haft sådan utan i stället varit enbart målad. På den större finns däremot spår av sådan. Innan för en kantbård är stenen indelad i fyra fält, i det övre ses gående män, och därunder bland annat en ryttare, ett litet skepp och nederst ett stort skepp.
Stenarna har varit placerade med bildsidorna mot den forntida vägen över Lojsta hed utmed vilken gården i Änge är placerad. Kring basen på stenarna har man påträffat resterna av en stenkista vars sidohällar försetts med ristade djurbilder innanför en bård av bandmönster. Dessa finns numera utställda på Gotlands museum.
Runt Änge finns även andra betydande fornlämningar. Omkring 200 meter nordost om stenar finns tre husgrunder efter en gård från äldre järnålder. Nordväst om stenarna finns en yngre grupp hus och spår av fornåkrar. Cirka 300 meter sydväst om stenarna finns ett gravfält med omkring 90 synliga gravar.